# 扈鐸
扈鐸，元朝汴梁路蘭陽縣（今河南省兰考县）人。
扈铎早年丧父，被伯父养育。长大后，事奉伯父如生父。伯父年老无子，扈铎为他买妾，一年后，生下一女。其妾比较笨，睡熟了，压女而死。不久，伯父去世，扈铎送丧非常哀痛。其妾遗腹生一子，扈铎吸取教训，告其母和妻妹护视，自己在户外结庐，夜半察看，不敢安寝。弟弟能吃饭，常亲自抱着喂食，与他一同起卧，十年不懈怠。弟弟有病，扈铎夜间跪拜星斗哀祷：“天不灭我家，扈铎父子之间可去一人，不要选中吾弟，使伯父无后。”第二天，弟弟病愈。母亲去世，哀痛过礼，在墓侧结庐居住，不理家事，宗族劝他回家，扈铎说：“今年饥荒多盗，我家虽穷，安知墓中没有贼想要的东西！倘若惊动吾亲之灵，活着还有什么意思！”于是守庐不去。